# Maira aurifacies
Maira aurifacies är en tvåvingeart som först beskrevs av Macquart 1848.  Maira aurifacies ingår i släktet Maira och familjen rovflugor. Inga underarter finns listade i Catalogue of Life.